# Brit Selby
Robert Briton Selby (Kingston, 27 marzo 1945) è un ex hockeista su ghiaccio canadese che nel corso della carriera ha giocato in National Hockey League e nella World Hockey Association.

## Carriera
Selby giocò a livello giovanile per cinque anni con i Toronto Marlboros nella Ontario Hockey Association, conquistando nel 1964 la prestigiosa Memorial Cup. Nel corso della stagione 1964-65 fece il suo esordio in National Hockey League sostituendo per tre gare Ron Ellis dei Toronto Maple Leafs, la squadra che deteneva i suoi diritti.
Nel corso della stagione 1965-1966 Selby convinse l'allenatore Punch Imlach a lasciargli un posto da titolare in prima squadra e grazie ai suoi 27 punti in 61 partite disputate riuscì a conquistare il Calder Memorial Trophy come miglior rookie della lega. La stagione successiva fu però sfortunata e si concluse presto a causa di un infortunio patito con il farm team dei Vancouver Canucks in Western Hockey League.
Nell'estate del 1967, rimasto senza contratto, Selby fu scelto durante l'NHL Expansion Draft dai Philadelphia Flyers, una delle sei nuove franchigie iscritte alla National Hockey League. Dopo due stagioni positive fece subito ritorno a Toronto rimanendovi fino all'autunno del 1970, quando si trasferì ai St. Louis Blues.
Selby faticò ancora una volta a imporsi da titolare e nel corso della stagione 1971-1972 fu trasferito nella lega minore della Central Hockey League ai Kansas City Blues Nel 1972 nacque la World Hockey Association, lega professionistica che voleva rivaleggiare con la NHL, e Selby vi si trasferì subito per uscire dalle serie minori. Inizialmente scelto dai Dayton Aeros esordì nella stagione 1972-1973 con i Quebec Nordiques ma dopo sole 7 gare andò ai New England Whalers, formazione con cui vinse l'Avco World Trophy.
Dopo il titolo vinto Selby cambiò ancora una volta squadra e tornò a Toronto ma con la maglia dei Toronto Toros, franchigia per cui militò due stagioni fino al ritiro giunto nel 1975.

## Palmarès

### Club
- Avco World Trophy: 1

New England: 1972-1973
- Memorial Cup: 1

Toronto Marlboros: 1964

### Individuale
- Calder Memorial Trophy: 1

1965-1966